# Тюбінґенська школа
Тюбінґенська школа (нім. Tübinger Schule) — євангельська (лютеранська) школа екзегетики, що існувала в рамках Тюбінгенський семінарії. 
Розрізняють дві Тюбінґенські школи, між собою нічого спільного не мають. Стару Тюбінґенськую школу теологів і нову Тюбінґенську школу істориків. Стару Тюбінґенськую школу заснував професо Шторром у XVIII століття, вона сповнена духом помірного раціоналізму.
Тюбінґенська школа (нова) заснована Фердінандом Крістіаном Бауром. Ця школа вперше спробувала застосувати історичний підхід до вивчення Біблії. Перебувала під впливом діалектичної філософії Гегеля, через призму якої Новий Завіт представлявся протиборством павлинізму і петринізму. Бауром вперше була висловлена ідея, що Новий Завіт був складений у II столітті. Найранішими книгами Нового Завіту були названі Послання Павла і Апокаліпсис. Радикальним представником Тюбінґенський школи був Давид Штраус, а популяризатором його ідей у Франції Ернест Ренан.